# Ribes tumerec
Ribes tumerec är en ripsväxtart som beskrevs av Weigend och Breitkopf. Ribes tumerec ingår i släktet ripsar, och familjen ripsväxter. Inga underarter finns listade i Catalogue of Life.